# ダニエル・パサレラ
ダニエル・パサレラ（Daniel Passarella, 1953年5月25日 - ）は、アルゼンチン・ブエノスアイレス州出身の元サッカー選手、現サッカー指導者。アルゼンチン代表であった。選手時代のポジションはディフェンダー（センターバック）。現CAリーベル・プレート会長。
選手としてはリーベル・プレートやインテルに所属し、アルゼンチン代表としてはキャプテンとして1978 FIFAワールドカップに出場して優勝した。2009年12月に古巣リーベルの会長に就任した。
ピッチ内外でリーダーシップを発輝し、カウディーリョの名前から、El Caudilloという仇名があった。また、El Káiserという仇名でも知られた。
攻撃参加が持ち味のディフェンダーとして知られ、通算451試合に出場して134得点を記録しており、国際サッカー歴史統計連盟 (IFFHS) によれば(一方、通算178得点というデータもある。)、元オランダ代表のロナルド・クーマンに次いで2番目に得点数の多いディフェンダーである。身長は174cmと低いかったが、守備でも攻撃でも空中戦に強かった。優れたフリーキッカーであり、またPKも得意とした。一方、気難しく、また気性も荒く、ディフェンスではラフプレーもいとわないことで知られた。

## クラブ経歴
シチリア移民の家に生まれた。9歳の頃、トラックに引かれて右足を骨折、そのことで左足でプレーするようになった。
ブエノスアイレス州のフニン地区に本拠地を置くサルミエントでキャリアをスタートさせた。1973年5月、リーベル・プレートと練習試合で対戦、この時のプレーがオマール・シボリ監督の目に留まり、リーベルへと移籍した。スタメンを確保して以降、チームのリーダーとしてチームを牽引し8年間で7つのタイトルを獲得した。
ワールドカップスペイン大会後、レアルマドリードとASローマも獲得に乗り出していたが、フィオレンティーナに移籍した。ここでは代表のチームメート、ダニエル・ベルトーニとチームメートになった。ジャンカルロ・デ・システィ監督により、極度な攻撃参加は制限されたものの、1985-86シーズン、29試合で11得点を挙げるなど(この11得点という記録は、1シーズンにDFが挙げた数字としては、2000-01シーズンにマルコ・マテラッツィに塗り替えられるまで、DFとしてのセリエA最多記録だった。)、4シーズンで、139試合35得点を記録した。
1986年にインテルへと移籍したが、1987年3月8日のUCサンプドリア戦において、サンプドリアが2-1でリードする展開の中、タッチを割ったボールに対し、ボールボーイがボールの回収にぐずつくと、ボールボーイの膝にクリートを投げつけるという事件が起き、批判されると共に、ボールボーイの父親から告訴された。その後、ボールボーイと握手し、ユニフォームをプレゼントするなど、和解したが、出場停止処分を受けると共に、クラブからも減給された。1987-88シーズン、後半戦、ジョバンニ・トラパットーニ監督は、アンドレア・マンドルリーニを起用するようになり、殆ど試合に出場出来なくなった。このシーズン限りでインテルを離れ、リーベルに復帰し、1989年に現役引退した。

## 代表経歴
1978年には地元アルゼンチンで開催されたワールドカップに出場し、フランス戦で1得点を記録。2次リーグのペルー戦では2アシストを決め、得失点差でブラジルに逆転して決勝進出。24歳でキャプテンを務めてアルゼンチンの初優勝に貢献した。決勝でオランダに勝利して優勝を決めた際には、アルゼンチンの選手で最初にFIFAワールドカップトロフィーを掲げた。
1982年のワールドカップスペイン大会では、1次リーグのエルサルバドル戦で1得点、2次リーグのイタリア戦でも1得点を決めた。しかし、準決勝に進出出来なかった。
1986 FIFAワールドカップ・南米予選のペルー戦では、ロスタイムに本大会出場を決定づける得点を挙げた。しかし、1986 FIFAワールドカップ本大会メンバーに召集されたものの試合には出場しなかった、全腸炎とふくらはぎの負傷のために出場出来なかったとする説と、中心選手であったディエゴ・マラドーナとの不仲でチームから締め出された、という説がある。

## 指導者経歴
1989年にリーベルで選手生活を終えた後、すぐに同クラブの監督に就任し指導者としてのキャリアをスタートさせた。プリメーラ・ディビシオンで3度の優勝を果たし、1994年にはアルフィオ・バシーレ監督の後任としてアルゼンチン代表監督に就任。親友のアメリコ・ガジェゴをアシスタントコーチに据えると、1998 FIFAワールドカップ・南米予選でチームを率いて本大会出場を決め、フランスで開催された1998 FIFAワールドカップ本大会でも采配を振るった。パサレラは代表選手に長髪・イヤリング・同性愛を禁止し、何人かの選手とは論争となった。フェルナンド・レドンドやクラウディオ・カニーヒアなどはパサレラのチームでプレーすることを拒否し、彼らはメンバーから除外された。またかつて自身が監督をした時に指導したリーベル、元リーベルの選手を多く代表で起用した。アルゼンチン代表は期待されたほどのプレーを見せられず、準々決勝でオランダに1-2で敗れてベスト8に終わった。大会終了後に代表監督を退任し、マルセロ・ビエルサが後任監督に就任した。
1999年にウルグアイ代表監督に就任したが、ウルグアイ国内のクラブからの選手招集に関して問題を抱え、2002 FIFAワールドカップ・南米予選の最中に職を離れた。2001年には短期間だけセリエAのパルマの監督を務めた。2002年にはメキシコのモンテレイ監督に就任して、2003年にプリメーラ・ディビシオン覇者となった。
2004年3月、ペレによってFIFA 100に選出された。2005年には大型補強による改革を進めるブラジルのコリンチャンス監督となったが、わずか数ヶ月指揮を執っただけで、成績不振を理由に解任された。2006年1月9日、レイナルド・メルロ監督の突然の辞任によって空白となっていた古巣・リーベル・プレートの監督に12年ぶりに就任した。しかし、チームは思うような成績をあげられず、2007年11月15日、コパ・スダメリカーナ準決勝でアルセナルにPK戦の末に敗れると、その翌日に監督を辞任した。約2年の監督在任中、リーベルはひとつもタイトルを獲得することが出来なかった。

## 個人成績
| クラブ成績   | クラブ成績         | クラブ成績   | リーグ | リーグ                              | カップ     | カップ     | リーグ杯 | リーグ杯 | 国際大会   | 国際大会   | 通算 | 通算 |
| シーズン     | クラブ             | リーグ       | 出場   | 得点                                | 出場       | 得点       | 出場     | 得点     | 出場       | 得点       | 出場 | 得点 |
| アルゼンチン | アルゼンチン       | アルゼンチン | リーグ | リーグ                              | カップ     | カップ     | リーグ杯 | リーグ杯 | 南米       | 南米       | 通算 | 通算 |
| ------------ | ------------------ | ------------ | ------ | ----------------------------------- | ---------- | ---------- | -------- | -------- | ---------- | ---------- | ---- | ---- |
| 1974         | リーベル・プレート | プリメーラ   | 22     | 5                                   |            |            |          |          |            |            |      |      |
| 1975         | リーベル・プレート | プリメーラ   | 29     | 9                                   |            |            |          |          |            |            |      |      |
| 1976         | リーベル・プレート | プリメーラ   | 35     | 24                                  |            |            |          |          |            |            |      |      |
| 1977         | リーベル・プレート | プリメーラ   | 40     | 13                                  |            |            |          |          |            |            |      |      |
| 1978         | リーベル・プレート | プリメーラ   | 19     | 4                                   |            |            |          |          |            |            |      |      |
| 1979         | リーベル・プレート | プリメーラ   | 38     | 9                                   |            |            |          |          |            |            |      |      |
| 1980         | リーベル・プレート | プリメーラ   | 41     | 12                                  |            |            |          |          |            |            |      |      |
| 1981         | リーベル・プレート | プリメーラ   | 42     | 14                                  |            |            |          |          |            |            |      |      |
| イタリア     | イタリア           | イタリア     | リーグ | リーグ                              | イタリア杯 | イタリア杯 | リーグ杯 | リーグ杯 | ヨーロッパ | ヨーロッパ | 通算 | 通算 |
| 1982-83      | フィオレンティーナ | セリエA      | 27     | 3                                   | 5          | 0          | -        | -        | 2          | 0          | 34   | 3    |
| 1983-84      | フィオレンティーナ | セリエA      | 27     | 7                                   |            |            |          |          |            |            |      |      |
| 1984-85      | フィオレンティーナ | セリエA      | 26     | 5                                   |            |            |          |          |            |            |      |      |
| 1985-86      | フィオレンティーナ | セリエA      | 29     | 11                                  |            |            |          |          |            |            |      |      |
| 1986-87      | インテル           | セリエA      | 23     | 3                                   | 8          | 4          | -        | -        | 7          | 1          | 38   | 8    |
| 1987-88      | インテル           | セリエA      | 21     | 6                                   | 8          | 1          | -        | -        | 6          | 0          | 35   | 7    |
| アルゼンチン | アルゼンチン       | アルゼンチン | リーグ | リーグ                              | カップ     | カップ     | リーグ杯 | リーグ杯 | 南米       | 南米       | 通算 | 通算 |
| 1988-89      | リーベル・プレート | プリメーラ   | 32     | 9                                   |            |            |          |          |            |            |      |      |
| 通算         | アルゼンチン       | アルゼンチン | 298    | 99\|\|\|\|\|\|\|\|\|\|\|\|\|\|\|\|  |            |            |          |          |            |            |      |      |
| 通算         | イタリア           | イタリア     | 153    | 35\|\|\|\|\|\|\|\|\|\|\|\|\|\|\|\|  |            |            |          |          |            |            |      |      |
| 総通算       | 総通算             | 総通算       | 451    | 134\|\|\|\|\|\|\|\|\|\|\|\|\|\|\|\| |            |            |          |          |            |            |      |      |

## 代表歴

### 出場大会
- アルゼンチン代表
  - 1978 FIFAワールドカップ (優勝)
  - 1982 FIFAワールドカップ (2次リーグ)
  - 1986 FIFAワールドカップ (優勝)

### 試合数
- 国際Aマッチ 69試合 23得点（1976年-1986年）[5]

| アルゼンチン代表 | 国際Aマッチ | 国際Aマッチ |
| 年               | 出場        | 得点        |
| ---------------- | ----------- | ----------- |
| 1976             | 6           | 2           |
| 1977             | 7           | 3           |
| 1978             | 13          | 4           |
| 1979             | 10          | 5           |
| 1980             | 9           | 3           |
| 1981             | 4           | 1           |
| 1982             | 9           | 3           |
| 1983             | 0           | 0           |
| 1984             | 0           | 0           |
| 1985             | 8           | 2           |
| 1986             | 3           | 0           |
| 通算             | 69          | 23          |

## タイトル

### 選手
リーベル・プレート
- プリメーラ・ディビシオン (6) : 1975M, 1975N, 1977M, 1979M, 1979N, 1981N

アルゼンチン代表
- FIFAワールドカップ (2) : 1978, 1986

### 指導者
リーベル・プレート
- プリメーラ・ディビシオン (3) : 1989-90, 1991-92A, 1993-94A

モンテレイ
- リーガMX (1) : 2003C

### 個人
- 南米年間最優秀監督賞 (1) : 1997
- ワールドサッカー誌選出 20世紀の偉大なサッカー選手100人 66位 : 1999
- FIFA 100 : 2004